# Saint-Loup-des-Chaumes
Saint-Loup-des-Chaumes település Franciaországban, Cher megyében. Lakosainak száma 285 fő (2022. január 1.). Saint-Loup-des-Chaumes Bruère-Allichamps, Châteauneuf-sur-Cher, Chavannes, Crézançay-sur-Cher, Uzay-le-Venon, Vallenay és Venesmes községekkel határos.

## Népesség
A település népessége az elmúlt években az alábbi módon változott:
| Lakosok száma | 345  | 302  | 278  | 283  | 306  | 304  | 299  | 299  | 298  | 285  |
|               | 1968 | 1982 | 1990 | 2006 | 2013 | 2015 | 2017 | 2019 | 2020 | 2022 |